# Rony Martínez
Rony Martínez, né le 16 octobre 1987 à Olanchito, est un footballeur international hondurien, qui évolue au poste d'attaquant. Il joue actuellement au Club Deportivo Real Sociedad.

## Carrière
Martínez fait ses débuts, en seconde division hondurienne, avec l'Unión Sabá. En 2012, il signe avec le Club Deportivo Real Sociedad et remporte le titre de meilleur buteur du tournoi de clôture 2013 avec douze réalisations.
Ces performances en club lui ouvrent les portes de la sélection nationale et dispute son premier match international, le 2 juin 2013, contre Israël, dans le cadre d'un match amical. Sélectionné pour la Gold Cup 2013, il marque son premier but, et, par la même occasion, le premier but hondurien dans cette compétition, face à Haïti. 

## Palmarès
- Meilleur buteur du tournoi de clôture 2013